# Arte en Colombia

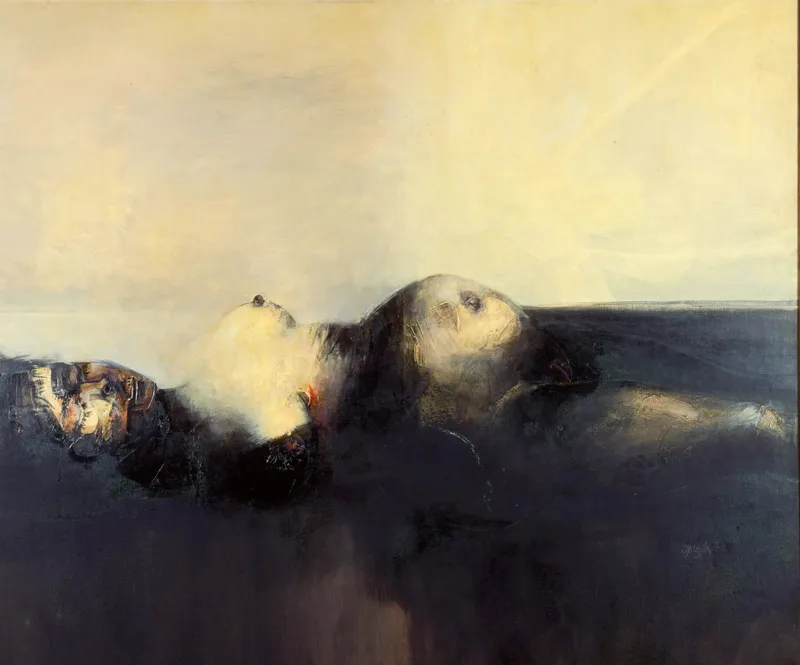
"Violencia", óleo de Alejandro Obregón realizado en 1962, que se ha considerado como una de las obras más importantes del arte del país.

El arte en Colombia cuenta con una trayectoria histórica de más de 3.500 años, que se origina con las culturas prehispánicas y se extiende hasta las manifestaciones contemporáneas, reflejando la diversidad cultural, geográfica y social del país. Las primeras expresiones artísticas provienen de sociedades indígenas que se sobresalieron por su trabajo en la orfebrería, como la cultura Quimbaya, así como por sus complejas manifestaciones en la cerámica, la textilería y las esculturas líticas.
Con la llegada de los colonizadores españoles en el siglo XVI, el arte en el territorio de la actual República de Colombia experimentó una profunda transformación bajo la influencia del arte europeo, en particular el renacentista y barroco, adaptándose a las necesidades religiosas del momento. La pintura y la escultura devocional se convirtieron en herramientas clave para la evangelización de los pueblos originarios, hechas principalmente por las manos de artistas anónimos locales que trabajaron bajo el patrocinio de la Iglesia católica.
Durante el siglo XIX, en el contexto de la independencia y consolidación de la República, surgió un arte ligado al nacionalismo, dominado por el retrato y la pintura histórica, con los que exaltaban los ideales de libertad y progreso. A finales de siglo, surgió también un importante movimiento paisajista, que tuvo gran acogida por parte del público. A partir de los años 30 del siglo XX, el vanguardismo y otros movimientos internacionales influyeron de manera notable en el país, lo que permitió el desarrollo de un arte más experimental y diverso, con artistas que exploraron nuevas formas y lenguajes visuales. Movimientos como el muralismo, el abstraccionismo, el op-art y el expresionismo dejaron huella en artistas como Alejandro Obregón, quien, con su “americanismo lírico”, marcó un giro hacia una expresión más contemporánea.
En las últimas décadas, el arte en Colombia ha alcanzado una proyección internacional significativa, en gran parte gracias a figuras como el pintor y escultor Fernando Botero, cuya obra, caracterizada por sus volúmenes exagerados, ha resonado a nivel global. No obstante, el panorama artístico contemporáneo en Colombia es mucho más amplio, con una generación de artistas que abordan temas como la violencia, la identidad y la memoria desde diversos enfoques estéticos y conceptuales, consolidando al país como un espacio dinámico y en constante transformación dentro del ámbito artístico mundial.

## Escultura

### Periodo precolombino

#### Cerámica

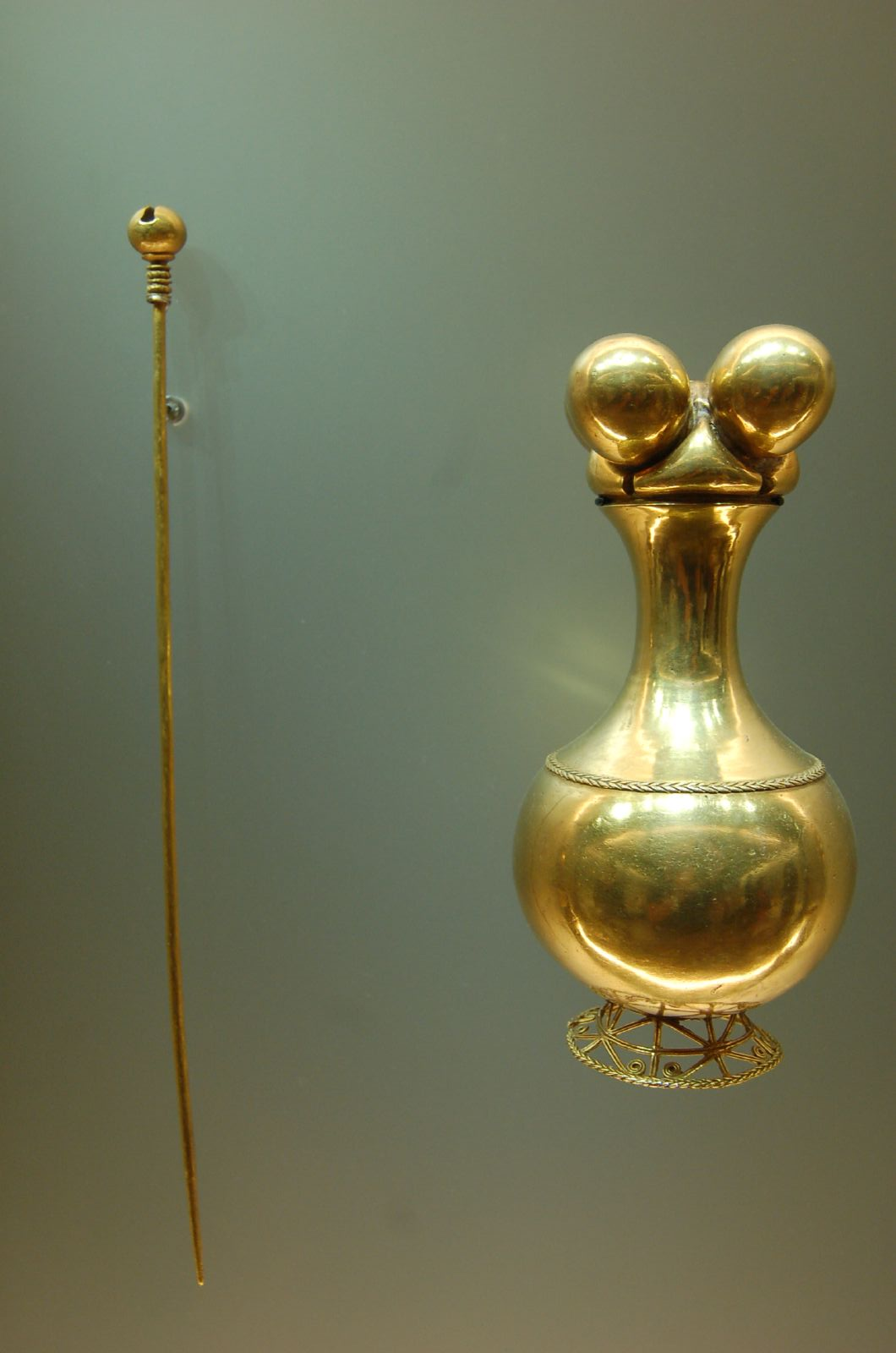
Poporo Quimbaya Y pestle. Phytomorphic (Fruta-shaped) contenedor de lima, oro, 300 a. C. @– 1000 d. C.

Existe evidencia arqueológica que asegura que las cerámicas se produjeron en la costa caribeña de Colombia antes que en cualquier lugar de las Américas fuera de la cuenca baja del Amazonas . La cerámica templada con fibra asociada con los basureros de concha apareció en sitios como Puerto Hormiga , Monsú, Puerto Chacho y San Jacinto hacia el 3100 a. C. Las cerámicas temperadas con fibra en Monsú se han fechado en 5940 años de radiocarbono antes del presente . La cerámica templada con fibra en Puerto Hormiga era "cruda", formada a partir de un solo trozo de arcilla. La cerámica templada con fibra en San Jacinto se describe como "bien hecha". En Puerto Hormiga también se han encontrado cerámicas en espiral templadas en arena. La cultura Piartal (750–1250 dC) en la región montañosa en la frontera entre Colombia y Ecuador produjo métodos únicos de producción de cerámica, así como patrones inspirados en la piel de animales o serpientes. Los vasos fueron creados para ser usados en entierros secundarios, o la práctica de permitir que la carne se descomponga y luego se vuelven a enterrar los huesos. Estas embarcaciones también se utilizaron para guardar reliquias y joyas pertenecientes a los difuntos.

#### Orfebrería
Ver: Orfebrería Colombiana
Los primeros ejemplos de artesanía de oro se han atribuido a la gente de Tumaco de la costa del Pacífico y se remontan a alrededor de 325 a. C. El oro jugaría un papel fundamental para atraer a los españoles al área que ahora se llama Colombia durante el siglo XVI. (Ve: El Dorado).
Uno de los objetos más valiosos de la orfebrería precolombina es el llamado Poporo Quimbaya , un objeto devocional pequeño (23.5 × 11.4 cm), hueco (usado para mambeo o ritual de masticación de hoja de coca ) hecho de oro cuya armonía estética, simple La elegancia y la simetría matemática son sorprendentes y casi modernas[cita requerida]
El Museo del Oro en Bogotá muestra la colección más importante de artesanía de oro precolombino en las Américas.

#### Escultura
Aproximadamente entre 200 a. C. y 800 dC, la cultura de San Agustín, maestros de la cantería, entró en su "período clásico". Erigieron centros ceremoniales elevados, sarcófagos y grandes monolitos de piedra que representan formas antropomorfas y zoomorfas de piedra. Algunas de ellas han sido Hasta cinco metros de altura.

 Relacionados con la cultura de San Agustín estaban los habitantes de Tierradentro ("tierra interior", llamada así por su inaccesibilidad) que crearon más de ciento cincuenta tumbas subterráneas, o hipogeos; Sus paredes y techos estaban ricamente decorados con formas geométricas que recordaban el interior de las chozas de palmeras. También en las tumbas se encontraron urnas funerarias, cuencos y jarras.

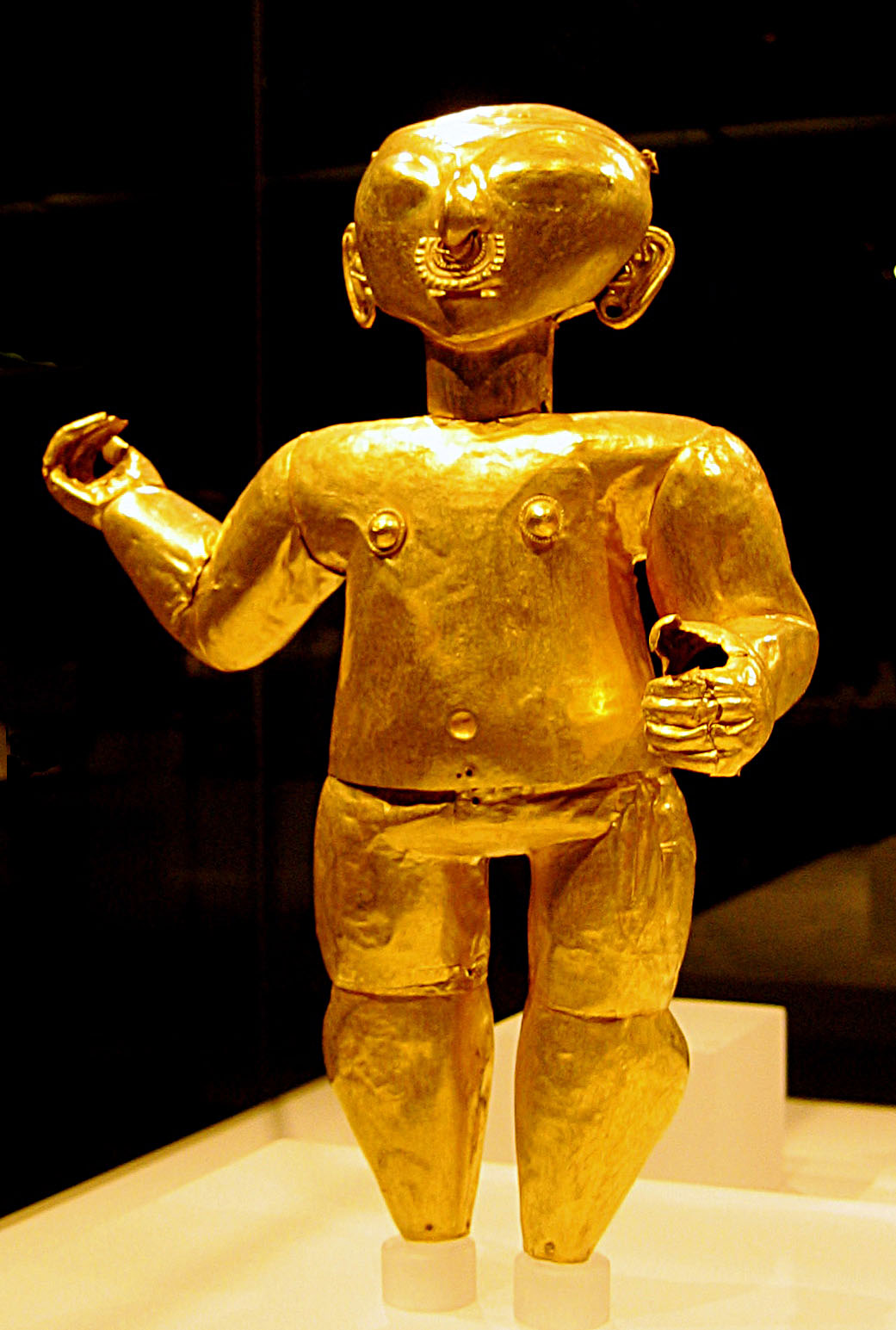
Figura de oro de la cultura Tumaco
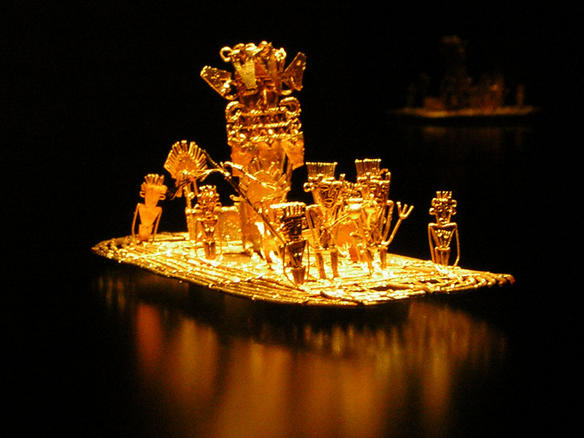
Balsa muisca, 600 CE - 1600 CE
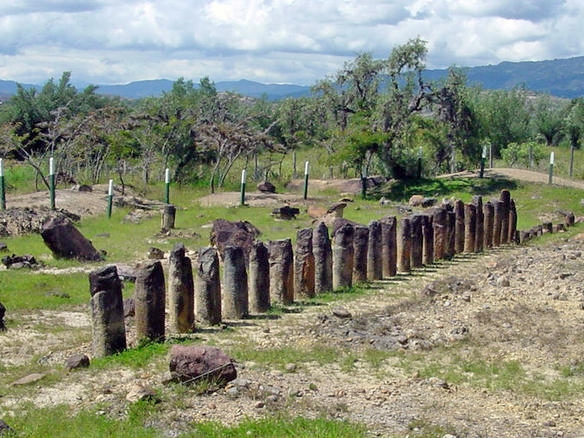
Sitio arqueológico El Infiernito
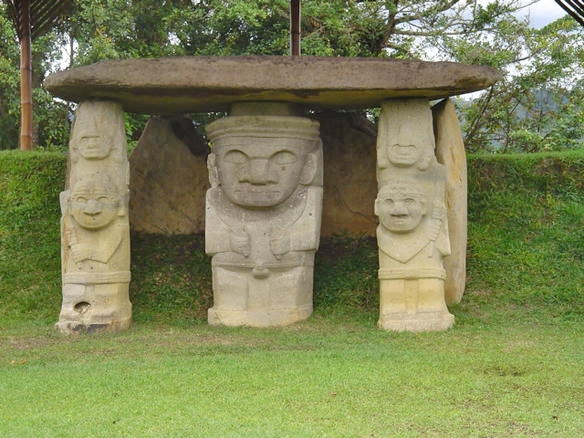
Tumba monumental (San Agustín, Huila)

### Escultura neogranadina (1538-1819)
La escultura colombiana de los siglos XVI al XVIII se dedicó principalmente a las representaciones religiosas del arte eclesiástico, fuertemente influenciadas por las escuelas españolas de escultura sagrada, principalmente por la sevillana. La llegada de obras y artistas durante el siglo XVI y principios del siglo XVII hizo que los talleres santafereños adoptasen el estilo manierista como el dominante durante el periodo del virreinato del Perú. Aunque no fueron numerosos los artistas destacados hay que nombrar a la saga de los Lugo cuyo principal representante fue Pedro de Lugo Albarracín. Ya en el siglo XVIII se instaló en Santa Fe el gaditano Pedro Laboria al que puede se le puede considerar como el más importante de los escultores neogranadinos.

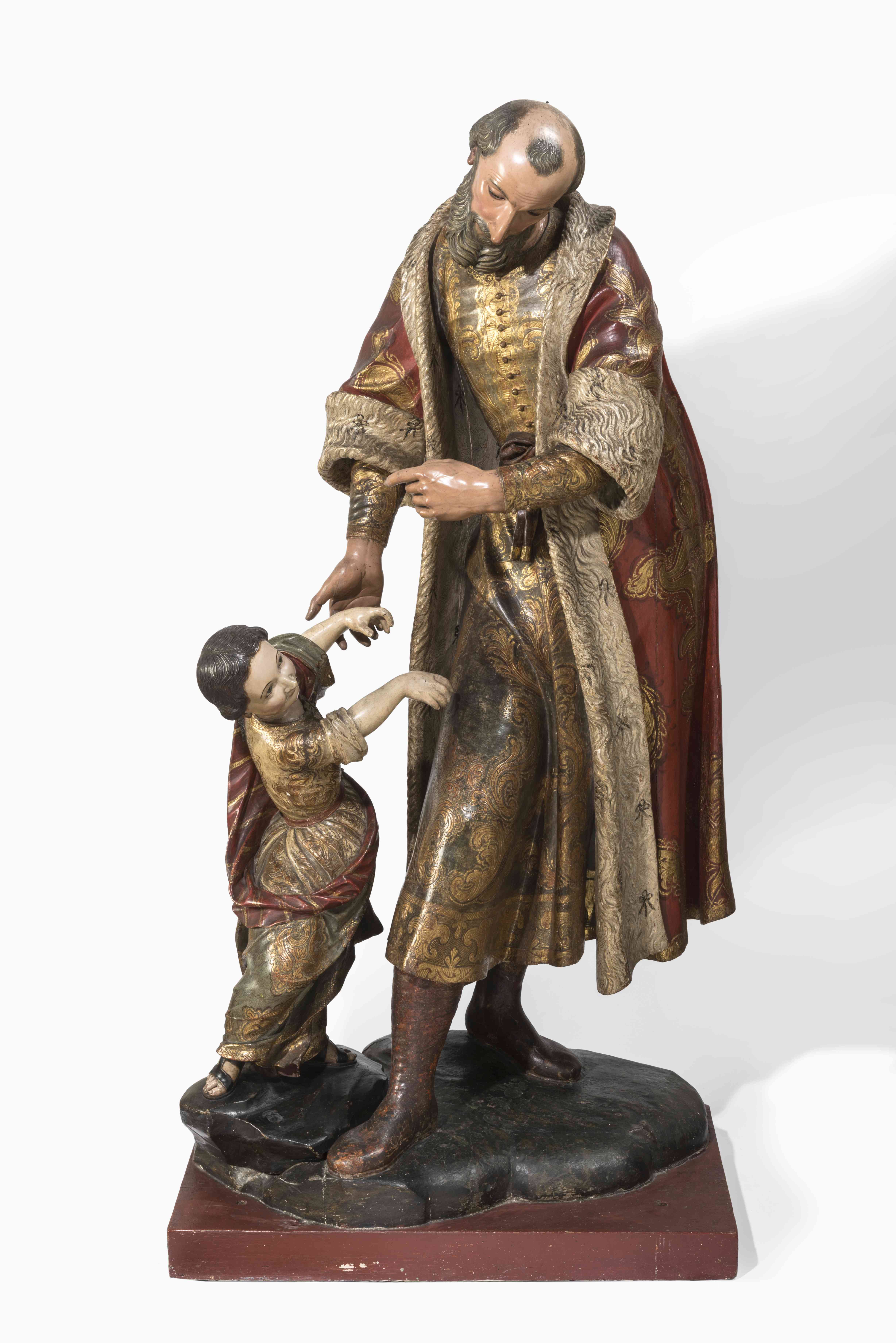
San Joaquín y la Niña. Pedro Laboria. Museo de Arte Colonial
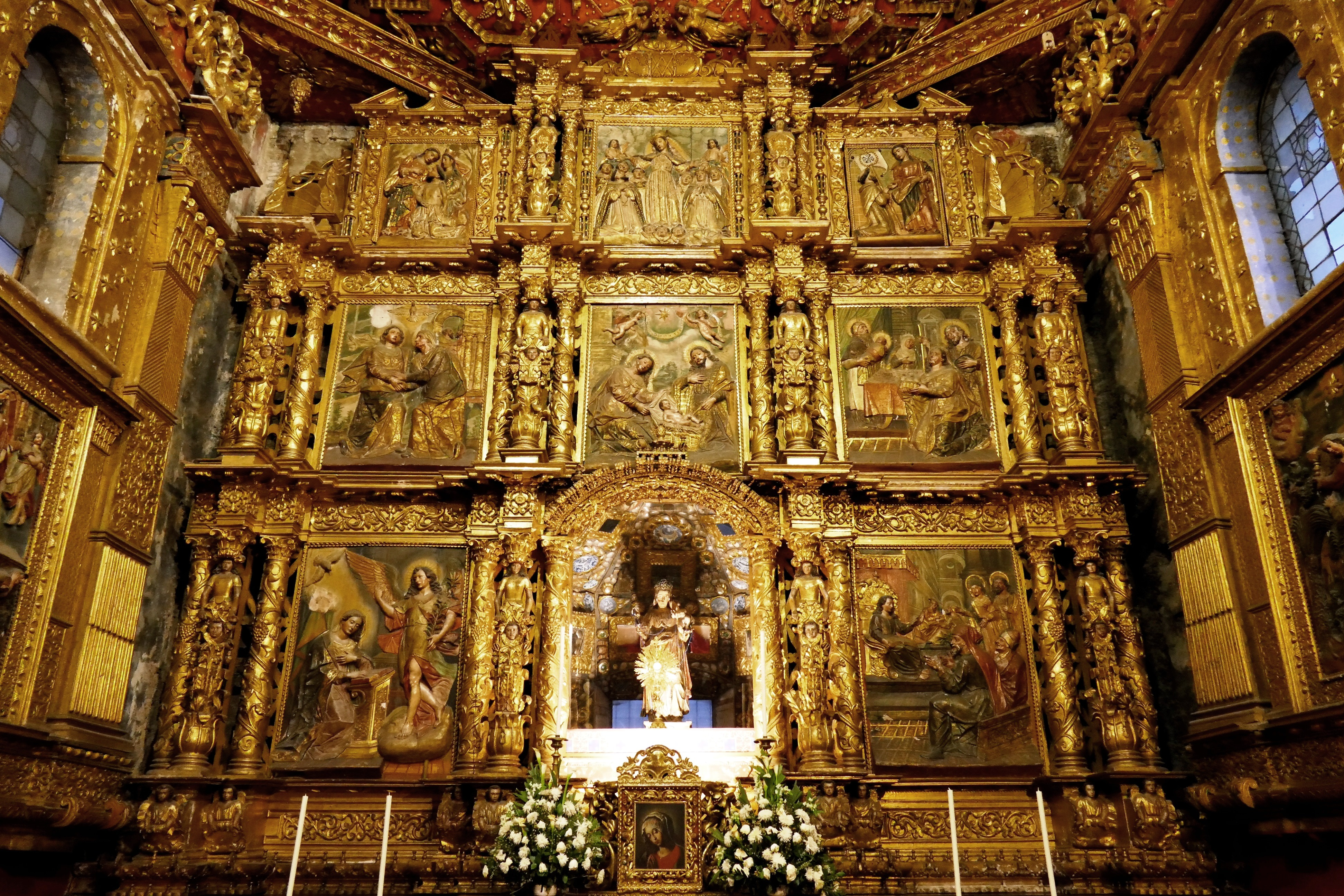
Retablo de la capilla del Rosario. Iglesia de Santo Domingo de Tunja
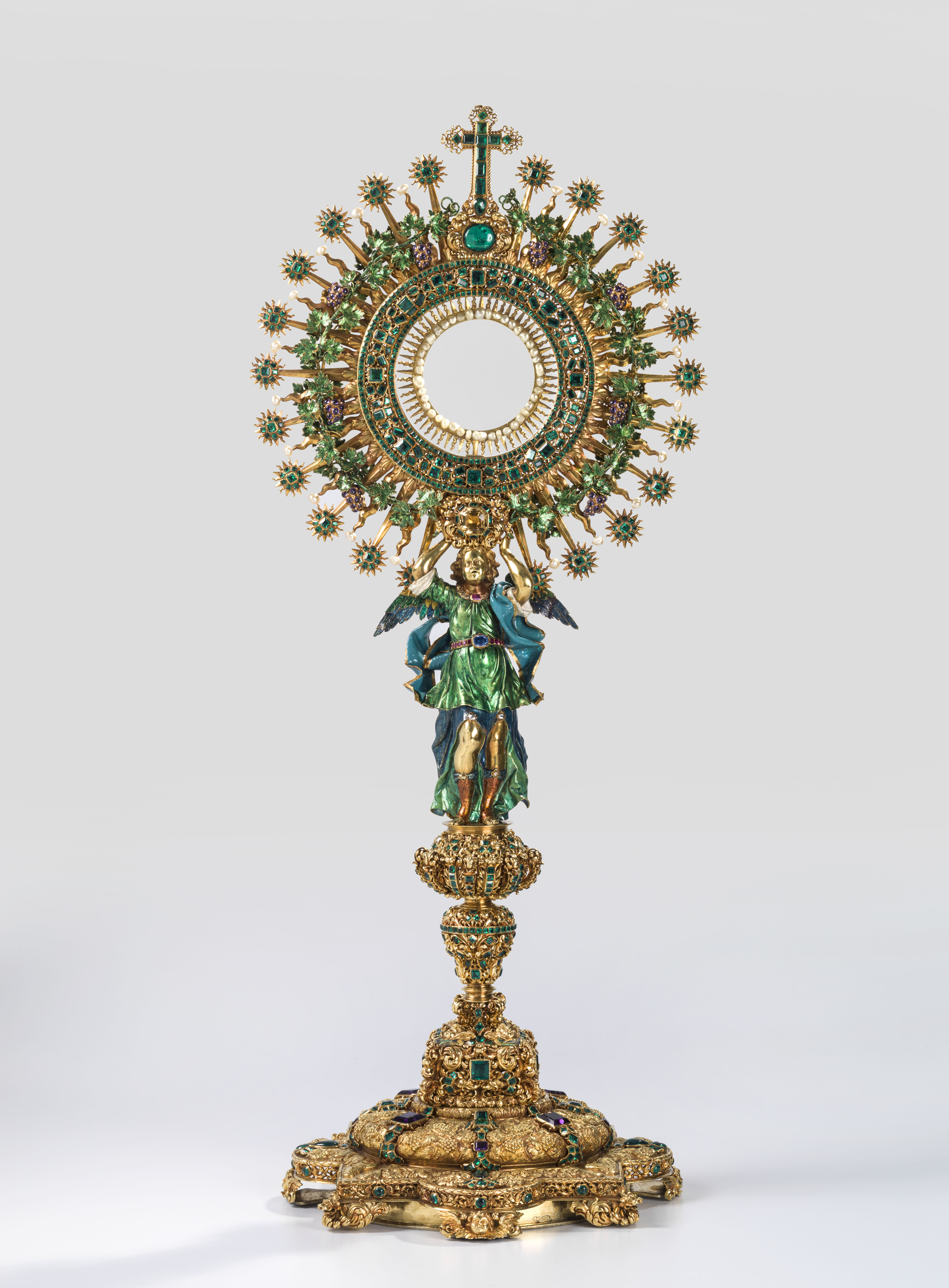
Custodia La Lechuga. Museo del Banco de la República.
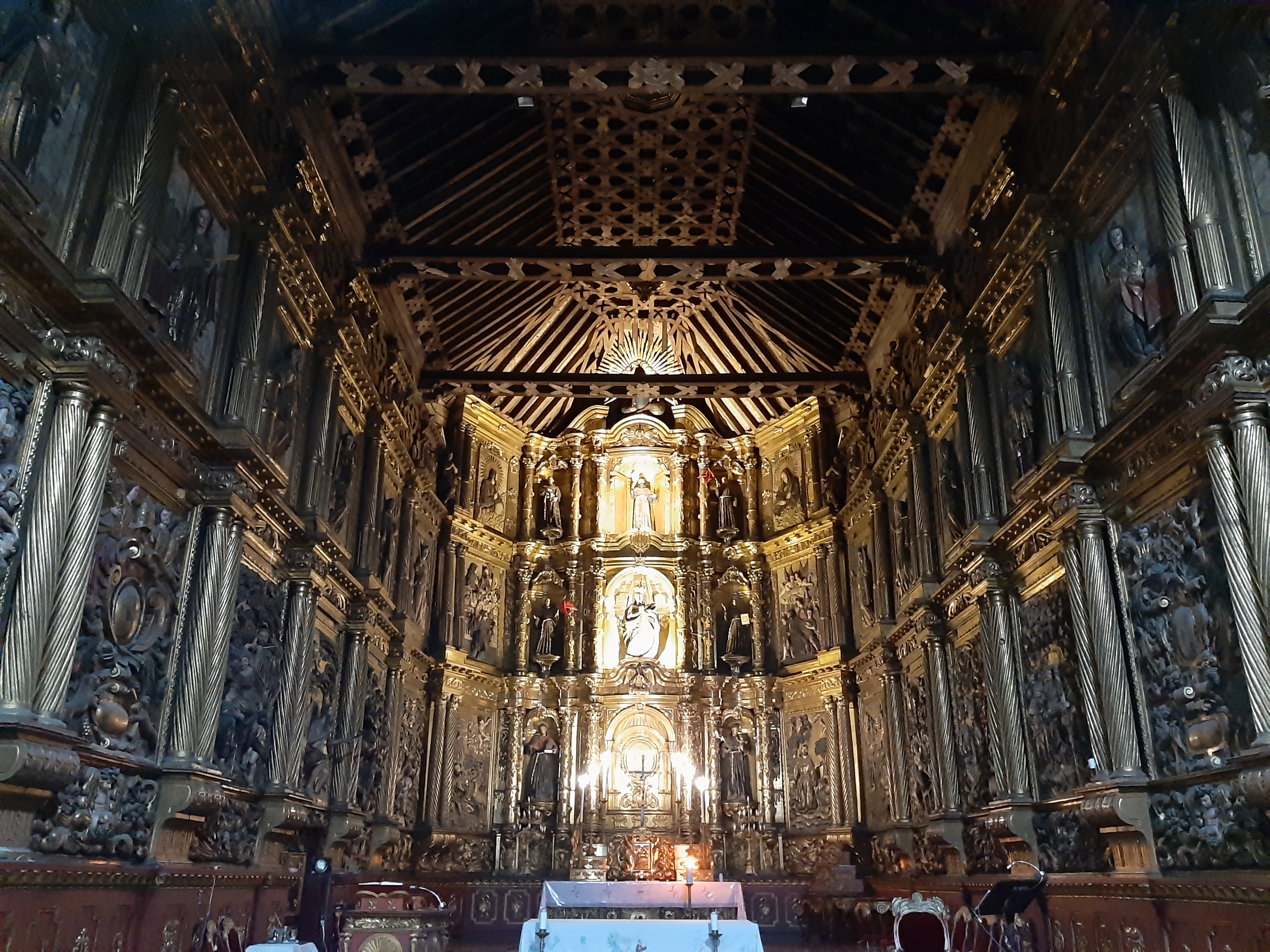
Altar mayor de la iglesia de San Francisco de Bogotá
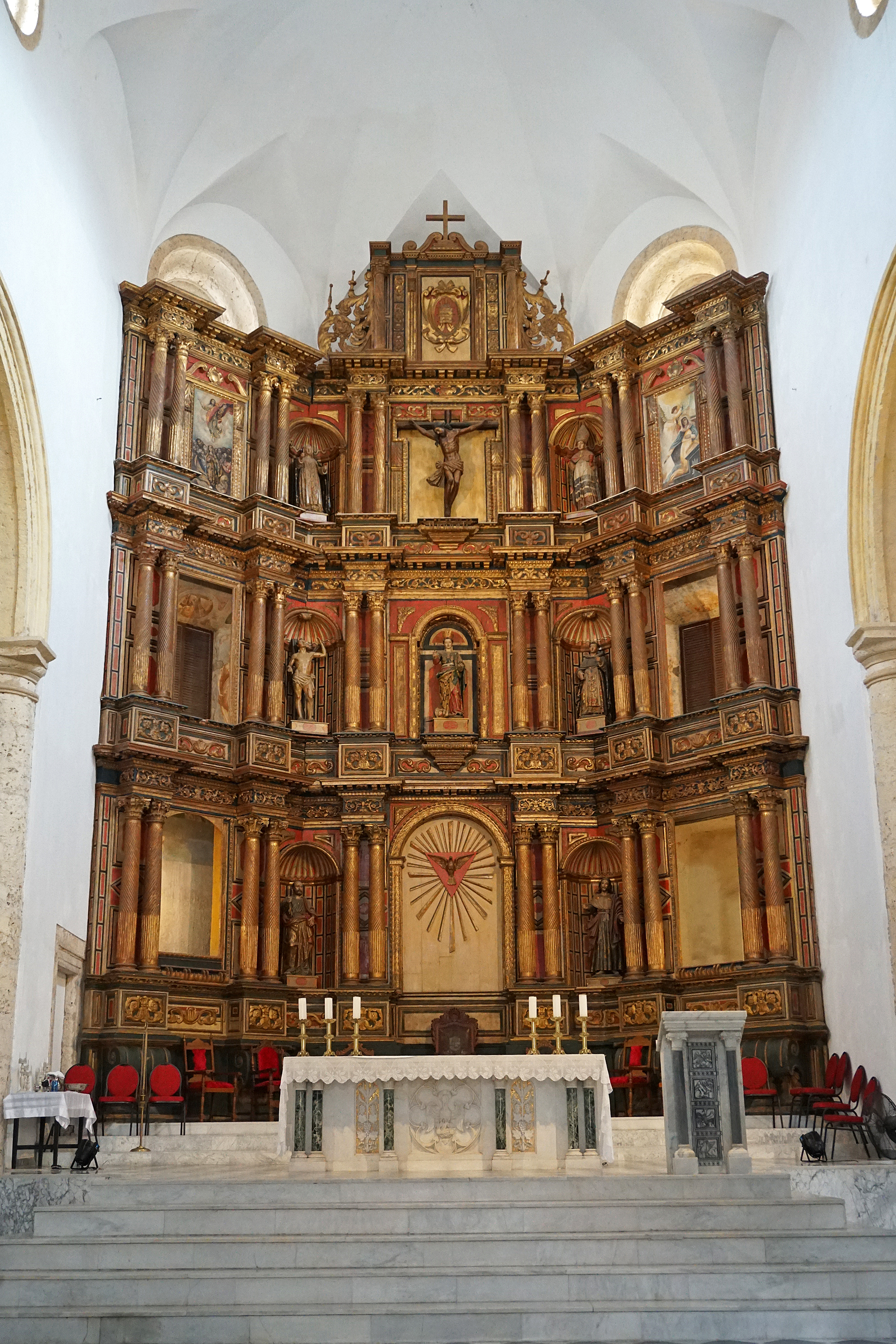
Altar catedral Cartagena de Indias, estilo plateresco (siglo XVI)

### Colombia desde elsigloXIX
Durante el período temprano de la república colombiana, los artistas nacionales se centraron en la producción de retratos escultóricos de políticos y figuras públicas, en una tendencia neoclásica clara. Durante el siglo XX, la escultura colombiana comenzó a desarrollar una obra audaz e innovadora con el objetivo de alcanzar una mejor comprensión de la sensibilidad tradicional.

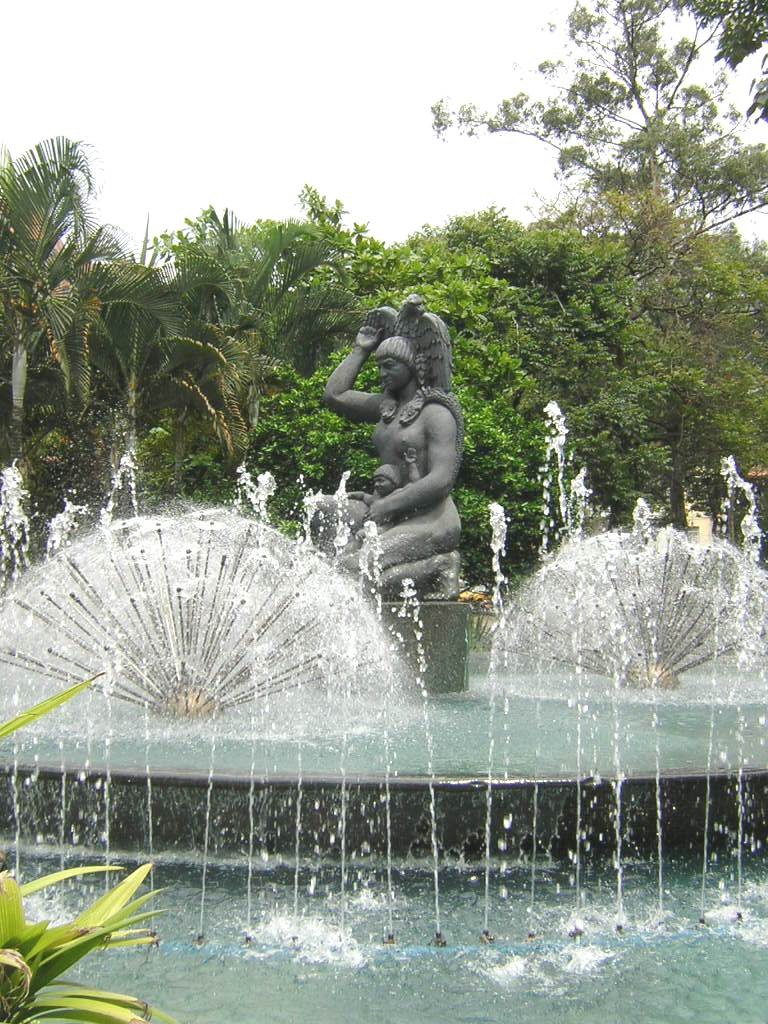
Monumento a Bachué por Luís Horacio Betancur, Medellín
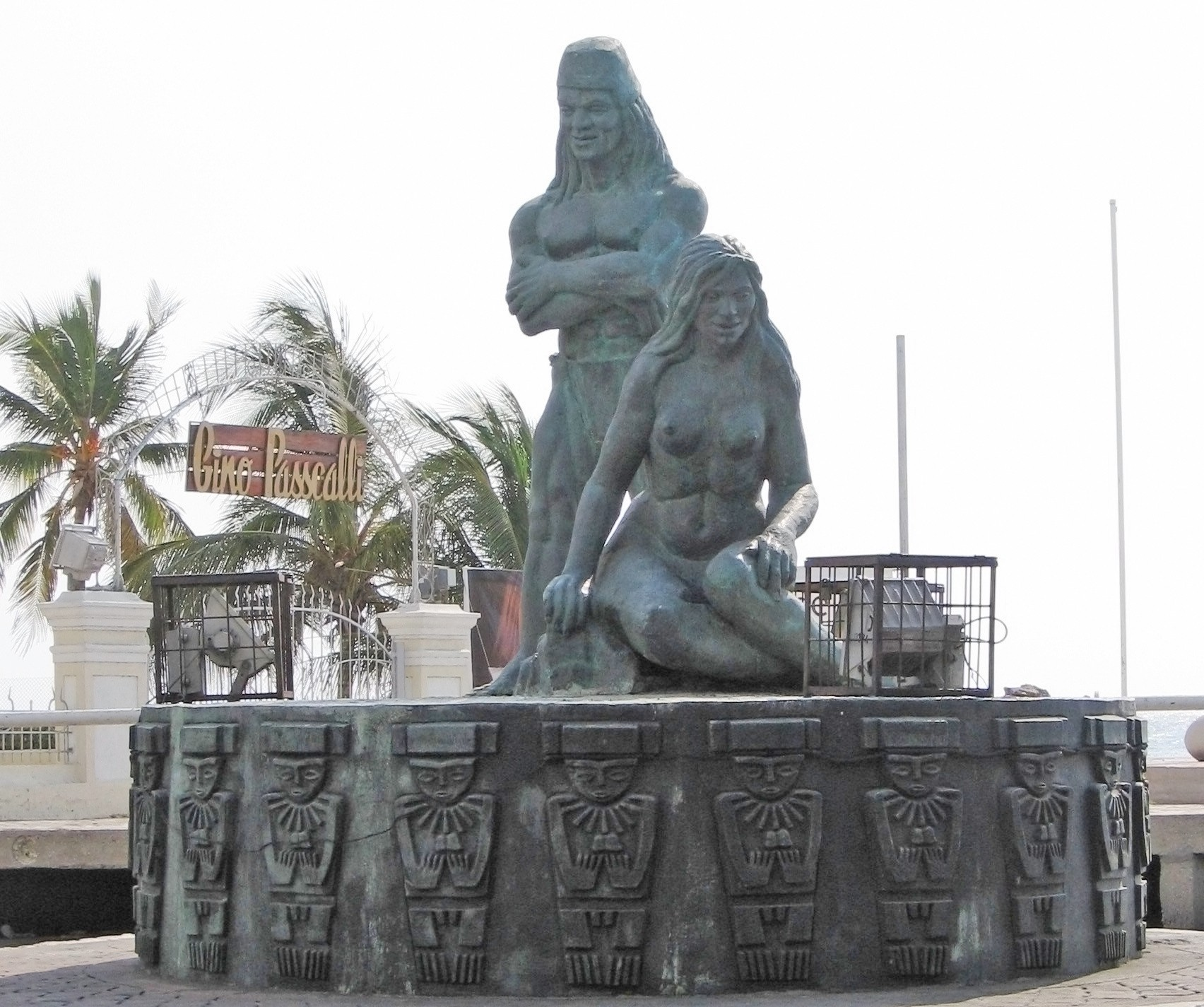
Monumento a las deidades taironas. Santa Marta
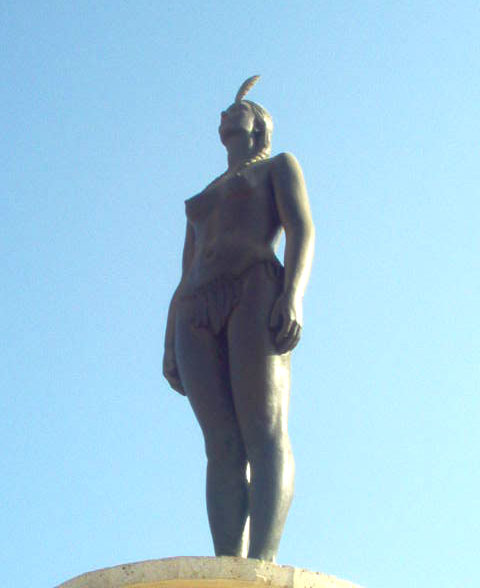
Monumento a la India Catalina en Cartagena
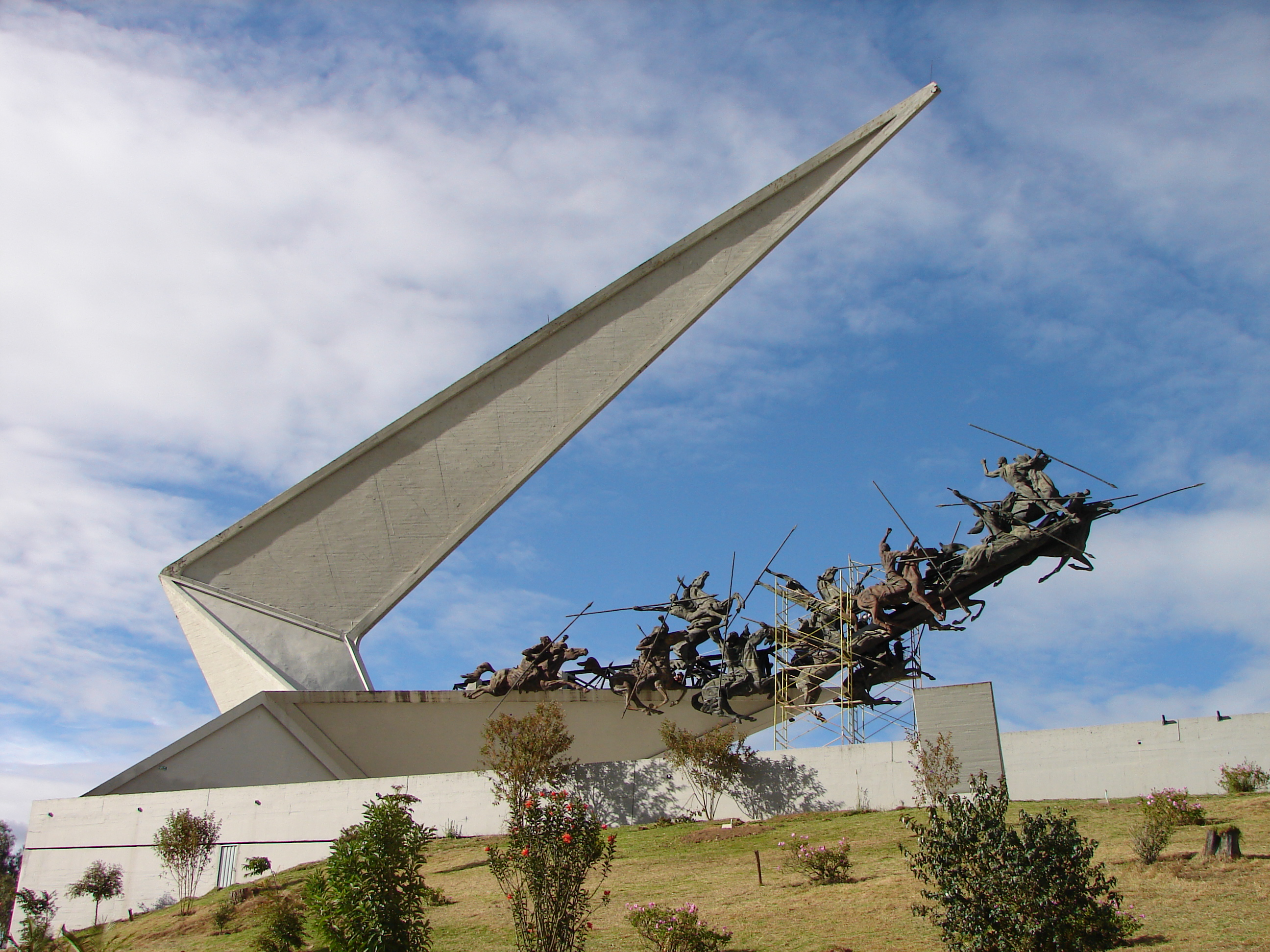
El Monumento a la Batalla del Pantano de Vargas es la escultura más grande de Latinoamérica
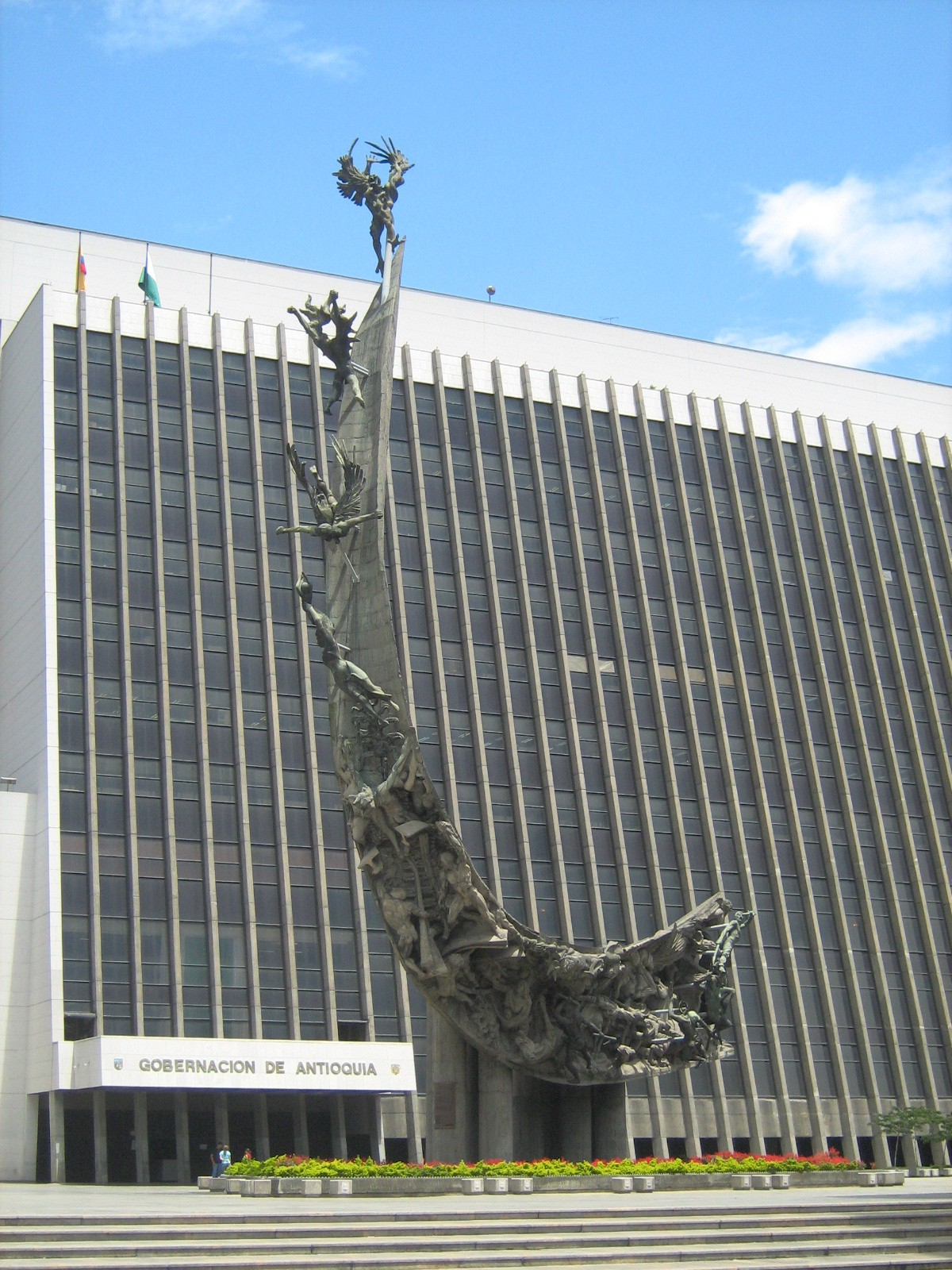
Monumento a la Raza, located en el Centro Administrativo La Alpujarra
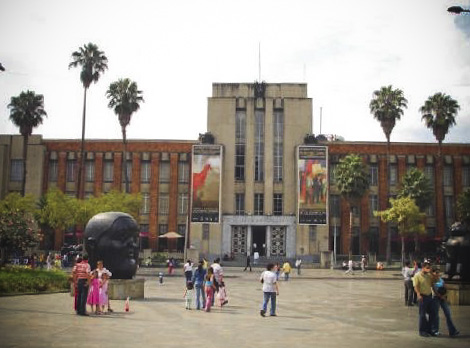
Plaza Botero en Medellín, donde se exhiben esculturas de Fernando Botero
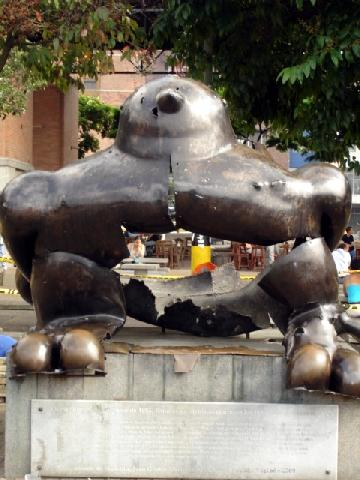
Pájaro (de Fernando Botero), que fue destruida durante un ataque terrorista en 1997, donde 17 personas murieron. Los restos de la escultura se exhiben en la Plaza San Antonio en honor a las víctimas
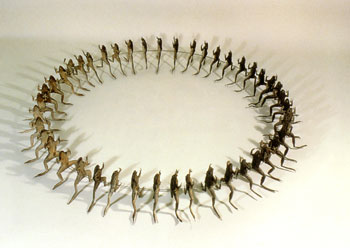
Ranas bailando, 1990, de María Fernanda Cardoso
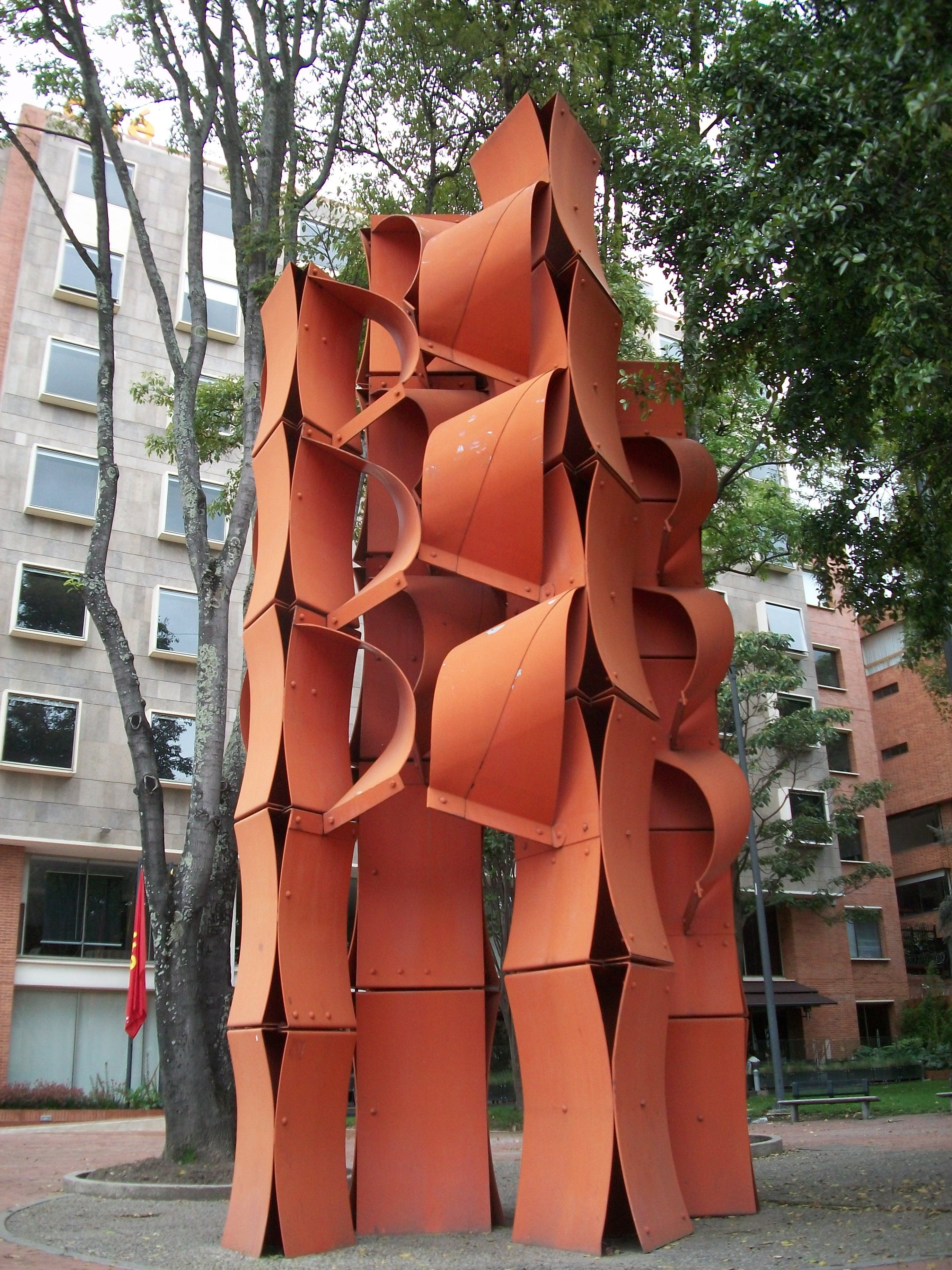
Cascada de Edgar Negret

## Pintura
Ver: Pintura Colombiana

### Periodo precolombino

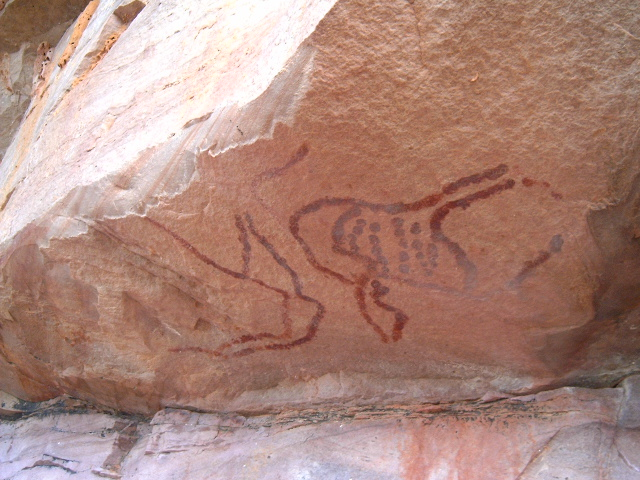
Chimitá petrographs, circa 1300 B.C. Santander Department

El arte colonial colombiano incluye obras maestras de talla de madera de altar y las estatuas para procesiones religiosas.

### Periodo español
La pintura en el período español reflejaba el poder y el prestigio de la Iglesia Católica y laaristocracia española en el Nuevo Reino de Granada (c. 1548-1717) y más tarde el Virreinato de la Nueva Granada (1717–1822) .

#### Periodo español temprano

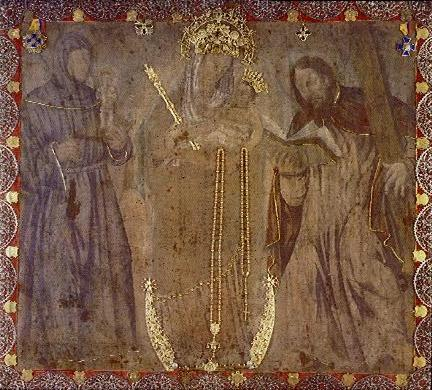
Nuestra Señora del Rosario de Chiquinquirá (flanked por St. Anthony de Padua y St. Andrew el Apóstol) por Alonso de Narváez, tempura en rustic tela, siglo XVI

La pintura colombiana en el período colonial temprano (1530–1650) era en su mayoría de carácter eclesiástico y se basaba en estilos manieristas , renacentistas y medievales, con cierta influencia menor de la cultura indígena.
Los exploradores españoles pusieron el pie en suelo colombiano en 1499 y establecieron Santa Marta, la primera ciudad y gobierno en el territorio de Colombia, en 1599. El rey Fernando de Aragón y la reina Isabel I de Castilla unificaron a España en 1492 años y conquistaron el baluarte morisco restante en el sur de España (granada); Expulsó a los judíos con el Decreto Alhambra y continuó la Inquisición ; y envió a Cristóbal Colón en su primera expedición. Es desde este contexto de reconquista o la cristianización de la península ibérica que se puede entender el proyecto colonial católico en las Américas. En este período, España y Portugal fueron las mayores potencias en Europa y los defensores (y ejecutores) más obstinados del catolicismo.
Los talleres en Sevilla produjeron muchas de las primeras pinturas enviadas a Colombia. Los artistas colombianos en este período fueron considerados en su mayoría comerciantes comunes, como los zapateros o toneleros. Como en gran parte de la historia del arte en todo el mundo, estos artesanos generalmente anónimos produjeron un trabajo que satisfacía las necesidades ideológicas de sus mecenas, en este caso la Iglesia Católica.
Las iglesias y hogares de familias ricas en las principales ciudades de Cundinamarca y Boyacá contienen algunos de los ejemplos más antiguos de arte colonial en Colombia, principalmente en forma de pintura mural .
El primer pintor de la época española que trabajó en Nueva Granada, fue el sevillano Alonso de Narváez (fallecido en 1583). Se le atribuye la pintura de una imagen de la Virgen María (Nuestra Señora del Rosario) que más tarde se convirtió en un objeto de devoción, conocida como Nuestra Señora del Rosario de Chiquinquirá, gracias a, como creen los católicos, una reparación milagrosa del tejido de la pintura.

Trinity santa por Gregorio Vázquez de Arce y Ceballos, aceite encima tela, siglo XVII

#### Arte barroco
El arte barroco (que comenzó en Roma alrededor de 1600), incluido el barroco latinoamericano (1650-1750 es: Gregorio Vásquez de Arce y Ceballos ), tendió hacia el emocionalismo, un llamado al populismo , y grandes gestos y vestimentas fluidas. En línea con la Contrarreforma de una generación anterior, los jesuitas , una orden creada para contrarrestar el protestantismo, fueron los primeros en abrazar el barroco. Las principales influencias de los artistas colombianos en este período fueron los pintores del barroco español, como Francisco de Zurbarán (1580–1664), así como las influencias flamencas, italianas, y también de Quito y Cuzco, a través de grabados y varias imágenes originales importadas para iglesias y monasterios
Otro nativo de Sevilla, Baltasar de Figueroa El Viejo (1629–1667), se estableció en Santa Fe a principios del siglo XVII y organizó un taller para artistas. Él y sus muchos descendientes serían prolíficos e inventarían una forma de pintura barroca criolla colombiana que combinaba el préstamo de formas y temas de grabados europeos (principalmente de naturaleza religiosa: santos en diversos estados de mortificación o éxtasis, la Virgen María, o Cristo) con motivos y decoraciones autóctonas. Pero sería uno de los aprendices de la familia Figueroa, Gregorio Vázquez de Arce y Ceballos, quien se destacaría entre todos los pintores de la época colonial.
Gregorio Vasquez de Arce y Ceballos (1638@–1711) está considerado el maestro más grande del periodo colonial. yuxtapone figuras tomadas de pinturas de maestros europeos utilizando materiales innovadores encontrados en el Nuevo Mundo. Sus representaciones de la Trinidad como una figura única con cuatro ojos y tres caras, una innovación exclusiva de América Latina, serían condenadas más tarde como heréticas en parte porque se parecían a las deidades hindúes..

Los Arcángeles de Sopó son una serie de doce cuadros, cada uno con un arcángel (tres canónicos, más ocho apócrifos y un guardián) envueltos en un fondo tenebroso (nublado). Sus figuras son de tamaño natural, vestidas con ropa rica, llenas de cortinas y pliegues, y están destinadas a ser "leídas" a través de sus diferentes iconografías. Como muchas representaciones de ángeles, estas figuras aparentemente masculinas están representadas con rostros suaves y femeninos y caderas redondas. El origen de esta serie es desconocido, como lo es el artista. Es considerado uno de los enigmas perdurables del arte colombiano.

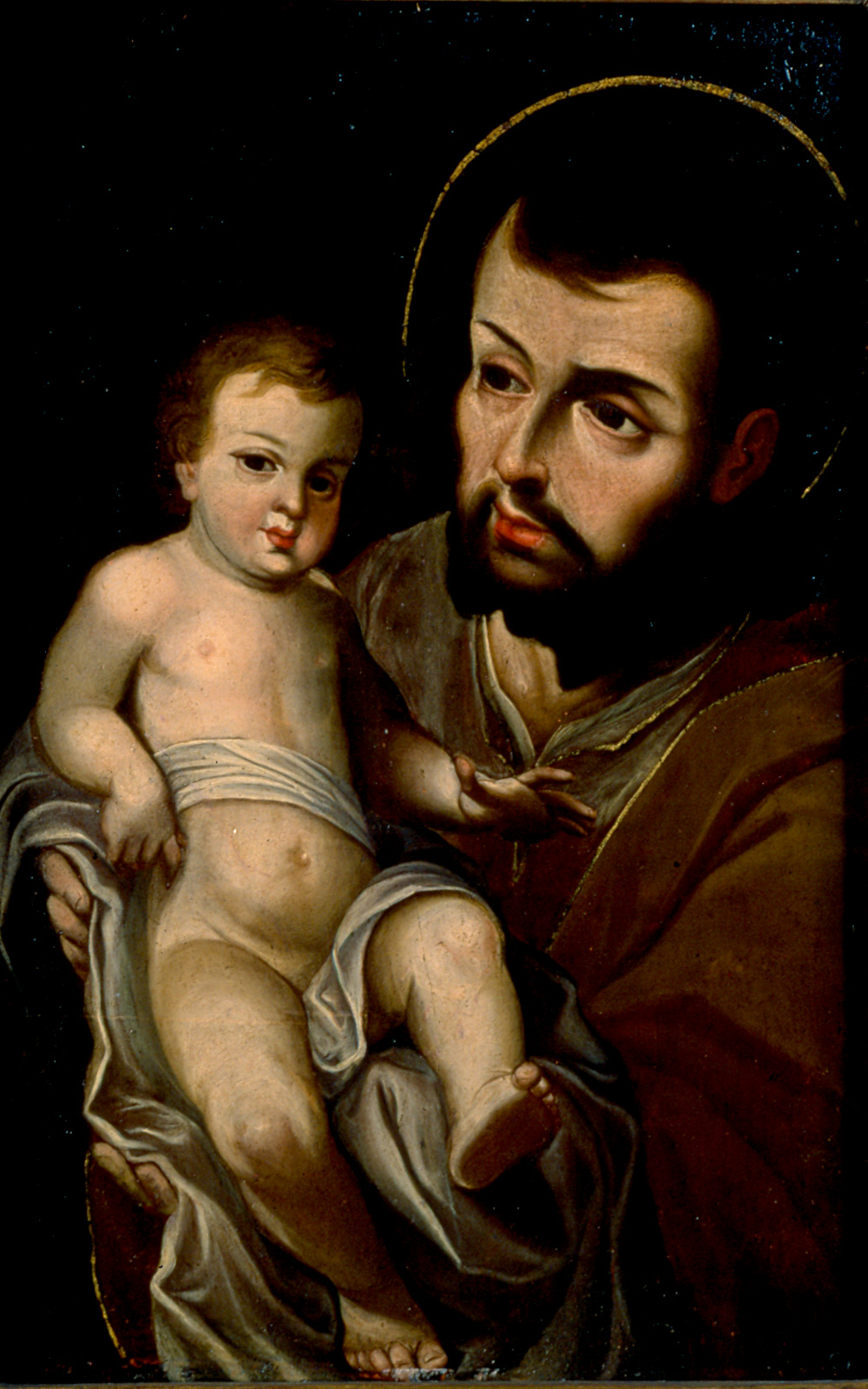
San José y el Niño by Gregorio Vasquez de Arce y Ceballos, oil on wood, ca. 1670
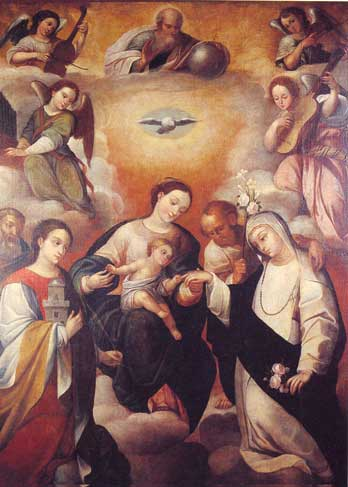
St. Catalina weddings by Gregorio Vasquez de Arce y Ceballos, (Desposorios de Santa Catalina) 18th century. Oil on canvas 176 x 130 cm
Holy Trinity, by Gregorio Vásquez de Arce y Ceballos. Oil on canvas.62 x 44 cm
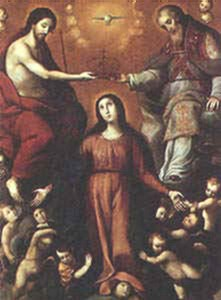
"Coronación de la virgen", by Baltasar de Vargas Figueroa (1663) – The catholic influence is very strong in the colonial period
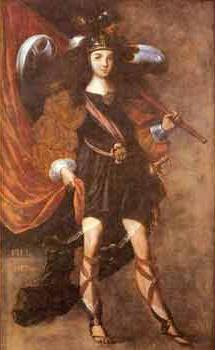
Ariel- Command of God: The archangel of divine war. From the collection Sopo Archangels
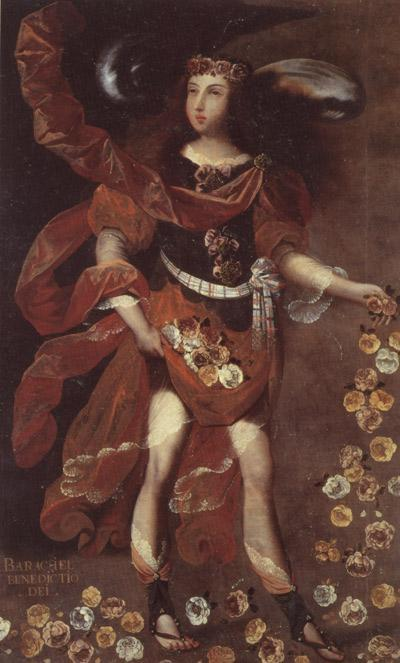
Baraquel- Blessing of God: The archangel of virtue
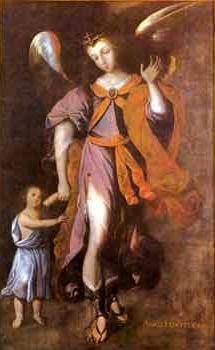
Guardian Angel-Company of God: The angel of children
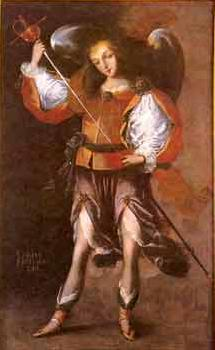
Esriel-Justice of god: The archangel of divine discipline

#### El Virreinato y rococó
El ascenso del Virreinato de Nueva Granada en 1717 coincidió aproximadamente con la ascensión de los Borbones al trono de España. Este período marcó un período de resurgimiento y las primeras chispas de la Ilustración en España. El rococó, una forma decadente, sustituyó al barroco como estilo dominante. La nueva corte del virrey en Santa Fe provocó un aumento en la demanda de retratos de civiles y clérigos. El principal retratista de este período fue Joaquín Guttiérrez. Representó a miembros de la aristocracia en formas congeladas, rodeado de muebles y decoración ricamente adornados, y usualmente imprimió el nombre del sujeto y el título familiar debajo de su imagen.

### Periodo republicano

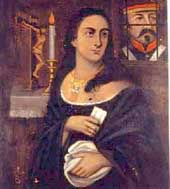
Policarpa Salavarrieta por Mercedes Delgado Mallarino
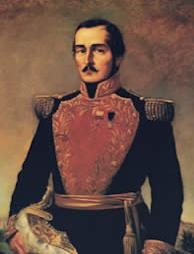
Francisco de Paula Santander por Martín Tovar y Tovar (1827-1902)
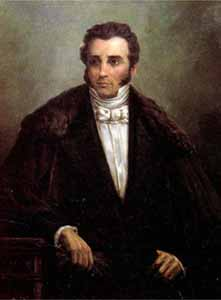
Joaquín Mosquera y Arboleda por Ricardo Acevedo Bernal (1867)
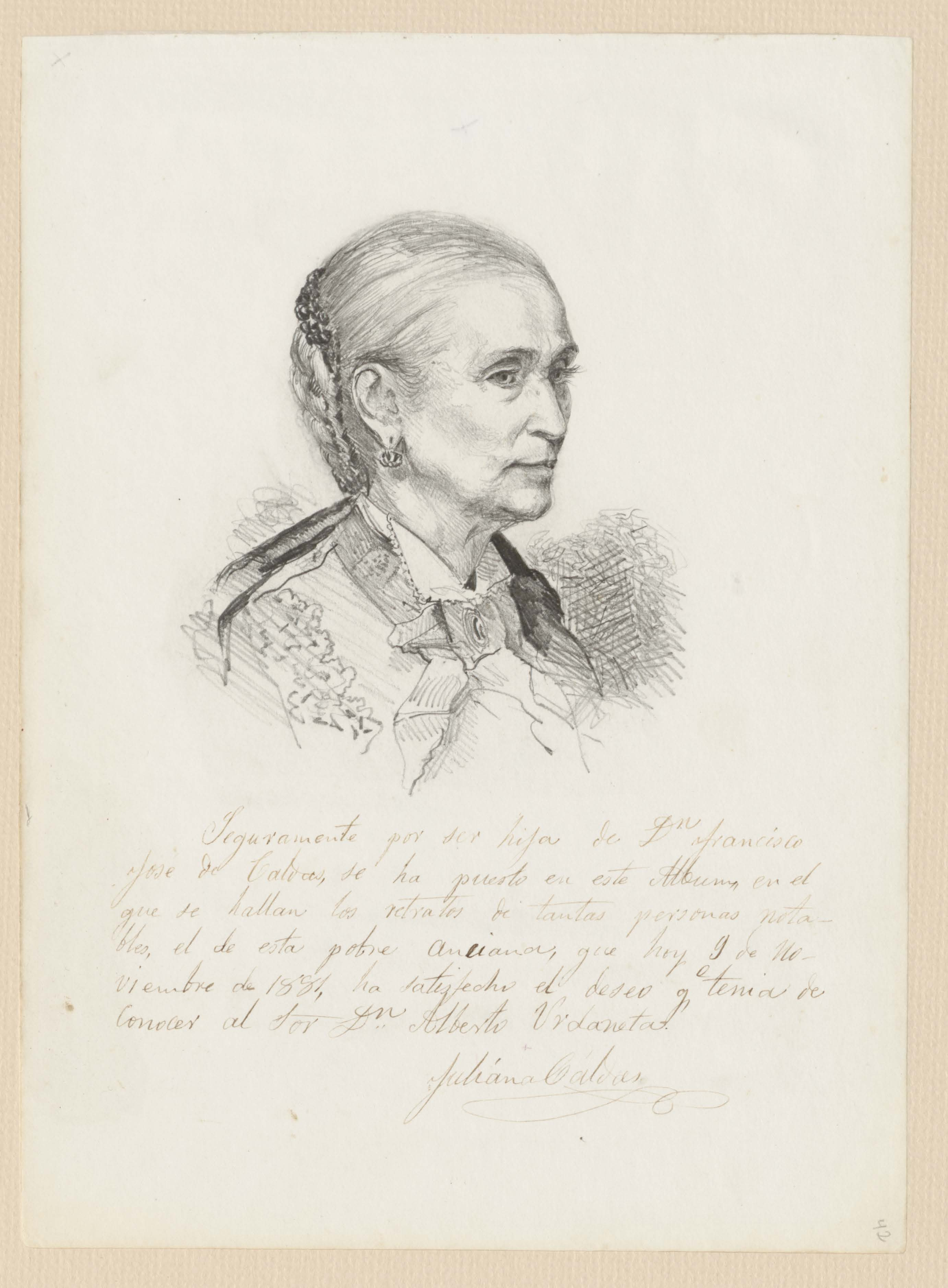
Juliana Caldas Barahona por Alberto Urdaneta (1876)

### SigloXXy modernismo
De 1920 a 1940, artistas como José Horacio Betancur, Pedro Nel Gómez, Ignacio Gómez Jaramillo , Santiago Martínez Delgado y Alipio Jaramillo produjeron varias pinturas murales influenciadas por los muralistas mexicanos, con rasgos e influencias neoclásicas del Art Nouveau. El Art Decó emerge en este periodo gracias a la obra de Carolina Cárdenas Núñez. Durante la década de 1940, un creciente desinterés internacional por el arte colombiano hizo que los artistas locales probaran nuevas formas de expresión, que entonces eran llamadas "expresionistas" por la crítica. Un ejemplo de esto es el paisajista francés Pierre Daguet y sus representaciones de Cartagena .

Varios críticos de arte señalan a la década de 1950 como el momento en que el arte colombiano comenzó a tener un punto de vista distintivo, reinventando los elementos tradicionales bajo los conceptos del siglo XX. Ejemplos de esto son los retratos de Greiff por Ignacio Gómez Jaramillo, que muestran lo que el arte colombiano podría hacer con las nuevas técnicas aplicadas a los temas típicos colombianos. Carlos Correa, con su paradigmática "Naturaleza muerta en silencio", combina la abstracción geométrica y el cubismo en un estilo que aún hoy es recurrente en muchos artistas. Pedro Nel Gómez, en su "Autorretrato con sombrero" (1941) (autorretrato con sombrero) muestra influencias de Gauguin y Van Gogh . También muestra una fuerte influencia de José Clemente Orozco en su serie sobre las Barequeras (mujeres que extraen oro de las orillas de los ríos) y su autorretrato (1949) muestra fuertes influencias de Cézanne . Alejandro Obregón es a menudo considerado como el padre de la pintura colombiana moderna, y uno de los artistas más influyentes en este período, debido a su originalidad, la pintura de paisajes colombianos con uso simbólico y expresionista de animales (especialmente el cóndor andino ). En su obra se nota la influencia de Picasso y Graham Sutherland . Actualmente, algunos de los pintores más reconocidos en la escena internacional son Fernando Botero y Omar Rayo .

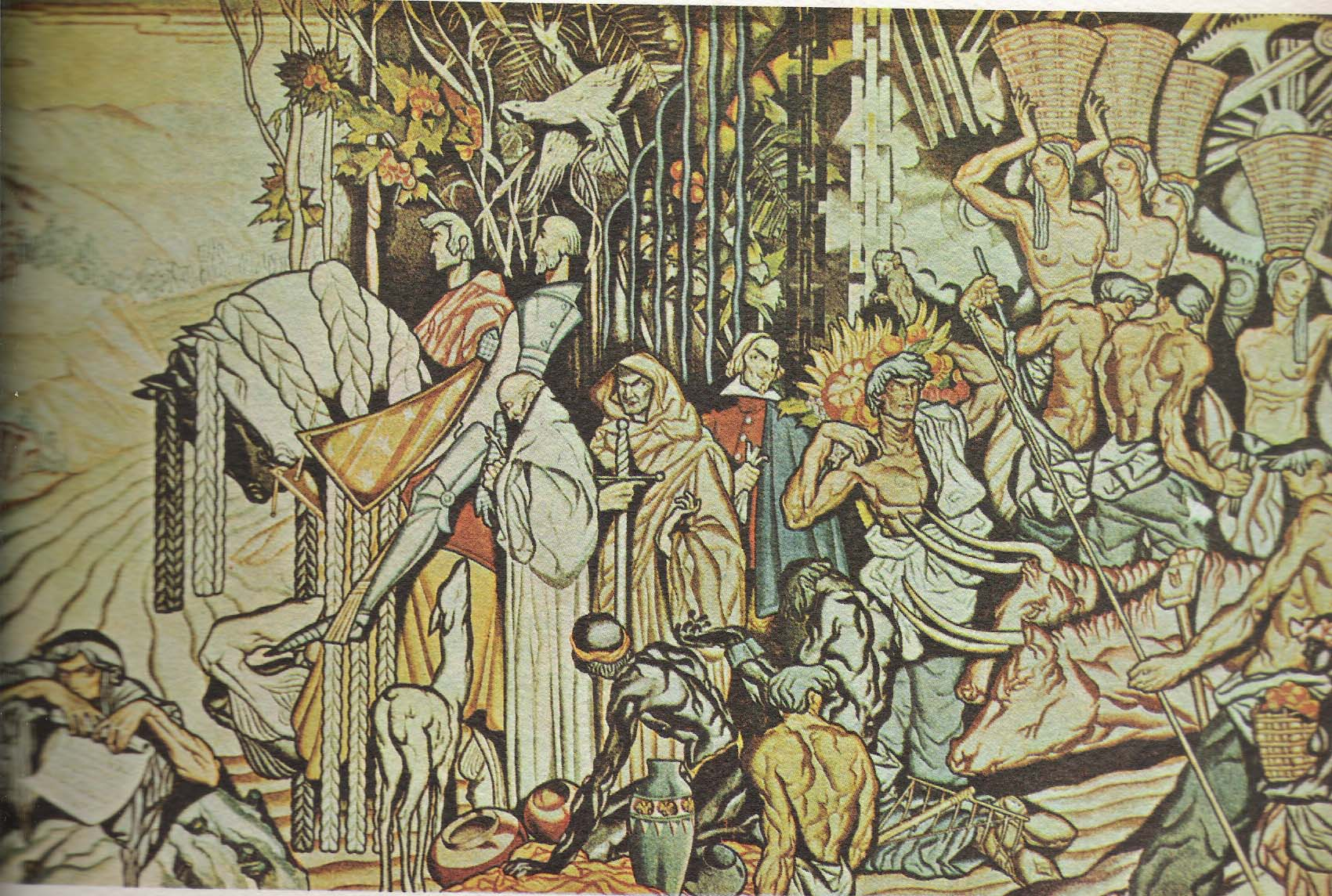
Chicago fair (1933), by Santiago Martínez Delgado
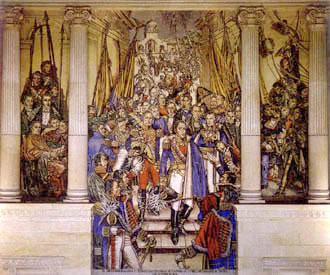
Mural by Santiago Martínez Delgado in the Colombian Congress
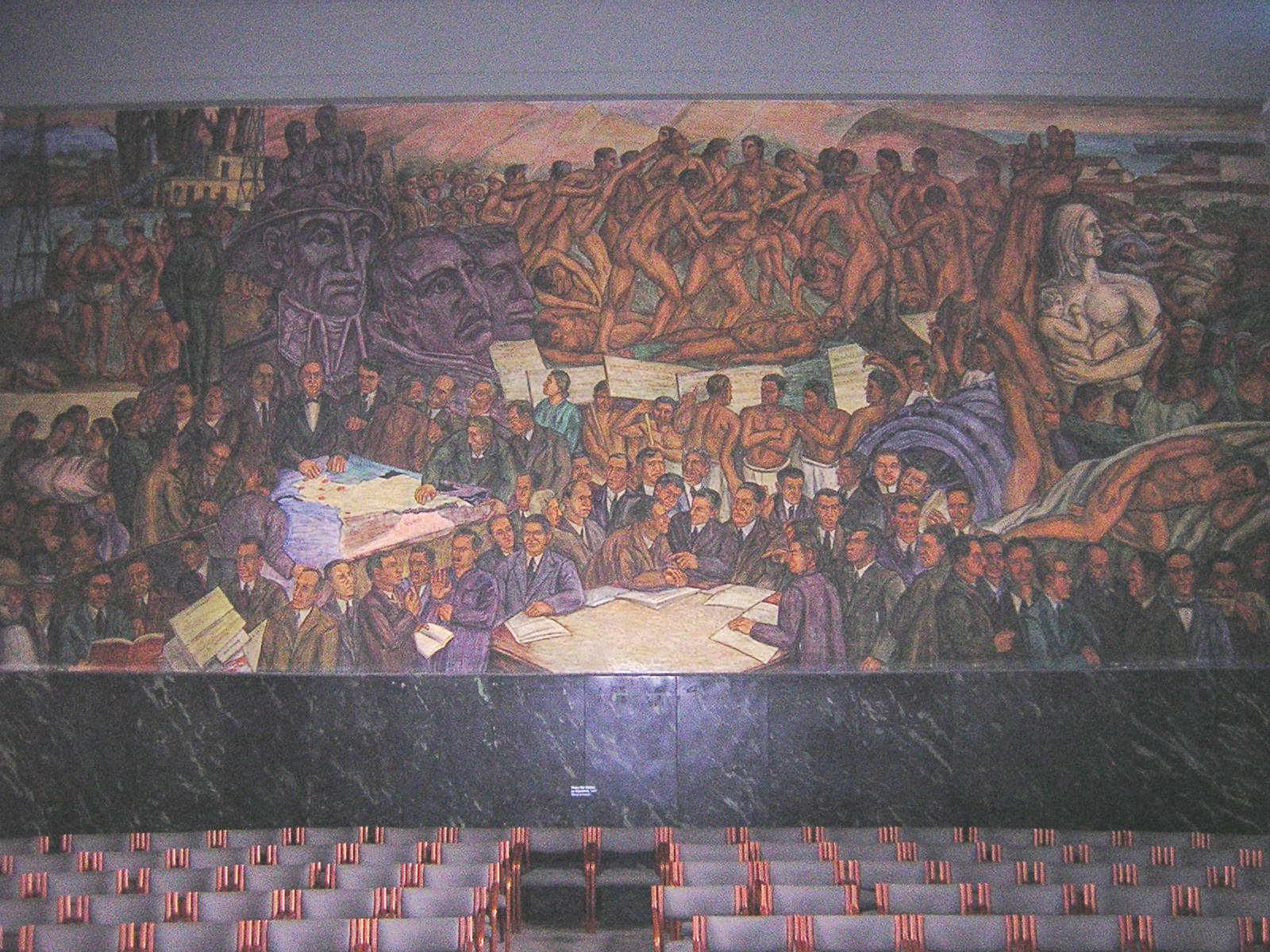
"Coffee dance". Mural by Pedro Nel Gómez
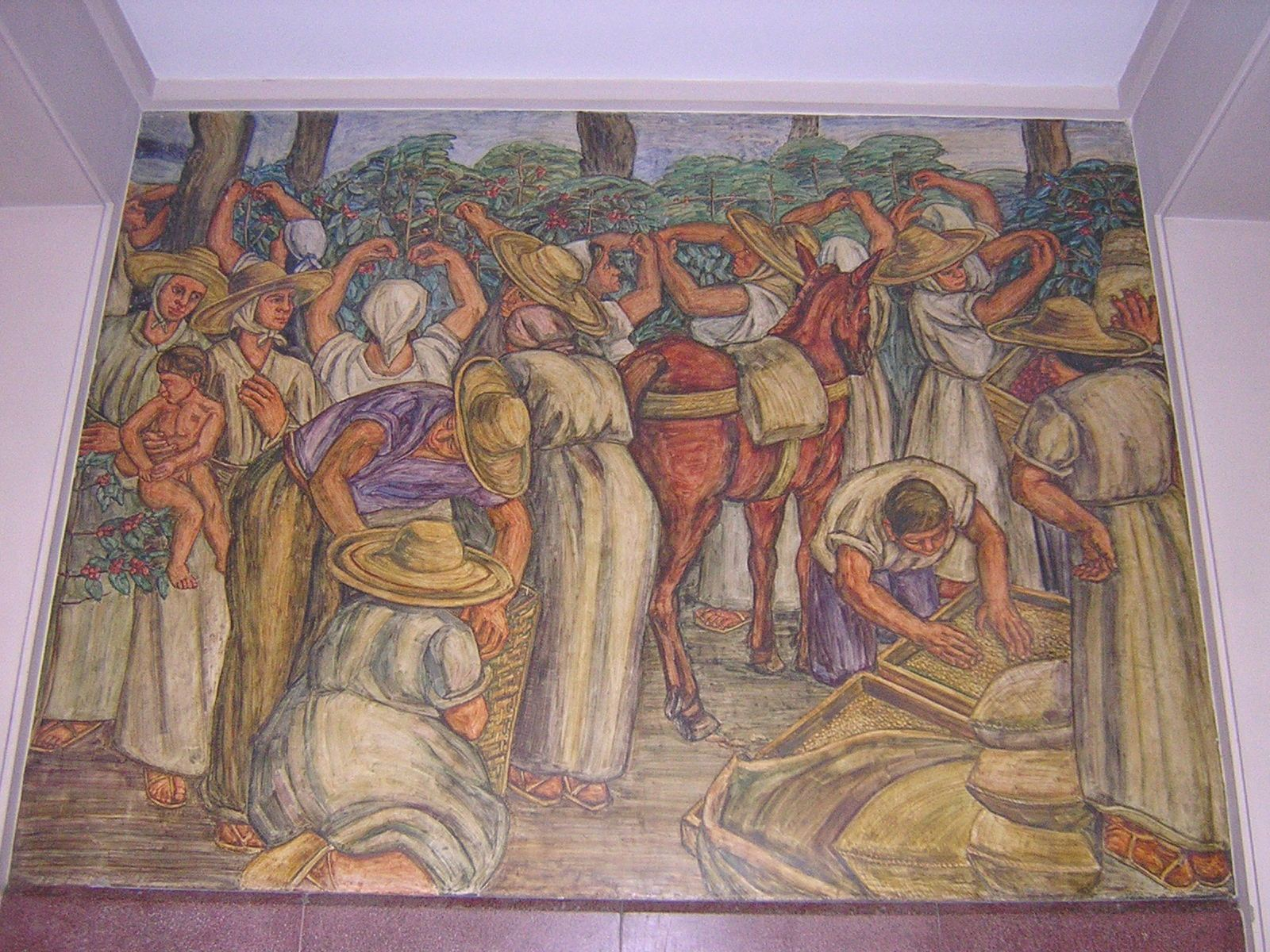
"Painting of a contrabass" by Alvaro Valbuena (1970)
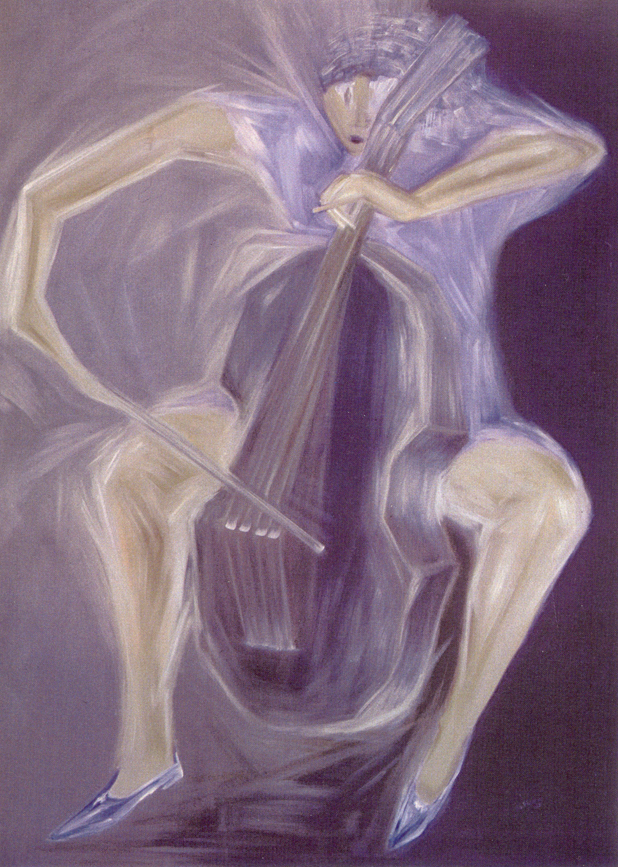
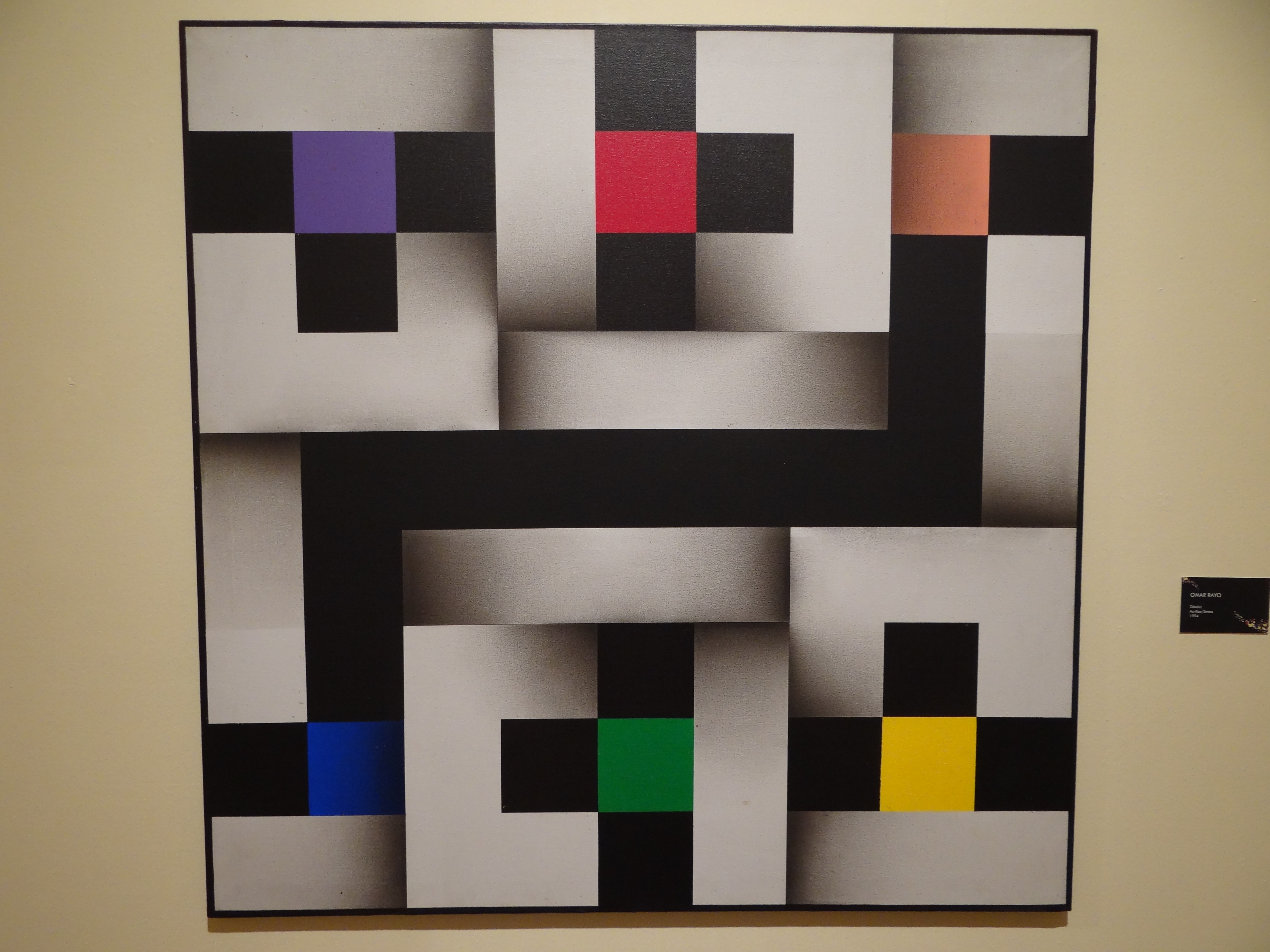

### 

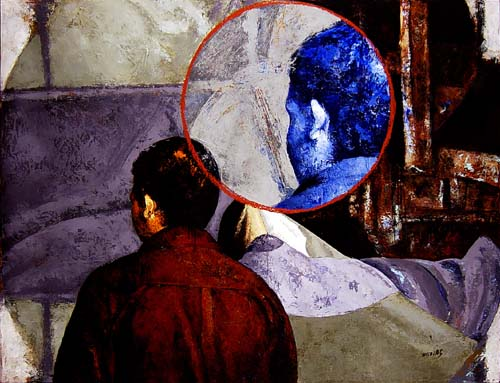

## Cine
Ver: Cine Colombiano

## Literatura
Ver:Literatura Colombiana

## Videojuegos
Ver:Videojuegos Colombianos

## Teatro
Ver: Teatro Colombiano
El teatro se introdujo en Colombia durante la colonización española en 1550 a través de compañías de zarzuela . El teatro colombiano cuenta con el apoyo del Ministerio de Cultura y de varias organizaciones privadas y estatales. Entre las organizaciones más importantes se encuentran la Asociación Nacional de Directores Escénicos (ANDE), las Asociaciones de Trabajadores de las Artes Escénicas, la Asociación de Contadores de Antioquia, la Asociación Colombiana de Investigación de Teatro y Crítica (ACIT), las Asociaciones de Marionetas (ATICO), la Corporación Colombiana de Teatro, entre otras.
El teatro colombiano fue introducido durante la colonización por los españoles entre 1550 y 1810. A fines del siglo XIX y comienzos del siglo XX, el centro teatral más importante de Colombia fue el teatro Colón en el centro de Bogotá. Estos teatros fueron construidos parecidos al estilo de la arquitectura italiana. Durante el siglo XX, el interés por el teatro se extendió por toda Colombia y muchos teatros se construyeron en las ciudades más grandes de Colombia. Actualmente, Colombia tiene uno de los festivales de teatro más grandes del mundo, llamado correctamente el Festival de Teatro Iberoamericano. Como en muchas otras partes del mundo, los futuros actores y actrices comienzan su experiencia en teatro, muchos de ellos con el objetivo de llegar a la televisión o al cine. El teatro en Colombia es conocido informalmente como "tablas" (bosques) debido a los escenarios de madera en los que los actores interpretan sus obras. Colombia tiene un sistema maduro de compañías de teatro que llega a una audiencia principalmente en la ciudad de Bogotá.

## Arte Público
Las manifestaciones artísticas en el espacio público abundan en Colombia, sin embargo, son pocas las expresiones que se hacen desde la formalidad y que alcanzan la notoriedad suficiente para lograr el reconocimiento del artista. El área del grafiti, o muralismo, ha conseguido validación social y espacios importantes en diferentes ciudades del país, promoviendo el turismo y elevando el nombre de artistas nacionales como Toxicómano y Stinkfish a las más altas esferas del movimiento mundial.
Una de las artistas más reconocidas en la escena contemporánea del arte en Colombia es Doris Salcedo, una bogotana que además de exponer en prestigiosas galerías alrededor del mundo también ha realizado renombradas instalaciones en el espacio público, abordando temas relacionados con el conflicto armado y la memoria histórica en Colombia.

## Lectura más lejana
- Londoño Vélez, S. (2001). Arte colombiano: 3,500 Años de Historia. Bogotá: Villegas Editores